# Lendinara
Lendinara là một đô thị ở tỉnh Rovigo, Veneto, bắc nước Ý. Đây là một phần của khu vực lịch sử Polesine.
Địa phương này là nơi sinh của Domenico Montagnana (1680-1750), một trong những nhà chế tạo viloin và cello tốt nhất thế giới.